# Ali Farka Touré
Ali Ibrahim “Farka” Touré (31. října 1939 – 7. března 2006) byl malijský kytarista a zpěvák, jeden z nejznámějších afrických hudebníků své doby. Jeho hudba je často uváděna jako příklad společných kořenů tradiční hudby Mali a blues. Časopis Rolling Stone ho ve svém žebříčků 100 největších kytaristů všech dob zařadil na 76. místo. Jeho syn Vieux Farka Touré je také úspěšným kytaristou.

## Diskografie
- 1976 – Ali Touré Farka
- 1976 – Spécial « Biennale du Mali »
- 1978 – Biennale
- 1979 – Ali Touré Farka
- 1980 – Ali Touré dit Farka
- 1984 – Ali Farka Touré (Red)
- 1988 – Ali Farka Touré (Green)
- 1988 – Ali Farka Touré
- 1990 – African Blues
- 1990 – The River
- 1993 – The Source
- 1994 – Talking Timbuktu
- 1996 – Radio Mali
- 1999 – Niafunké
- 2002 – Mississippi to Mali
- 2004 – Red&Green
- 2005 – In the Heart of the Moon
- 2006 – Savane
- 2010 – Ali and Toumani